# Бэбкок, Барбара
Барбара Бэбкок (англ. Barbara Babcock, род. 27 февраля 1937) — американская характерная актриса, лауреат премии «Эмми».

## Биография
Барбара Бэбкок родилась в Форт-Райли, штат Канзас, но провела большую часть детства в Токио, Япония, так как была дочерью генерала армии США, который находился там по службе. Она научилась говорить на японском языке раньше чем на английском. Она закончила частную школу в Фармингтоне, штат Коннектикут, а после поступила в Колледж Уэллсли.
Барбара Бэбкок за свою карьеру, охватывающую пять десятилетий, появилась почти в ста фильмах и телесериалах. В начале карьеры она часто появлялась на телевидении, в таких шоу как «Звёздный путь», «Шоу Люси», «Миссия невыполнима», «Улицы Сан-Франциско», «Старски и Хатч», а на большом экране была заметна в фильмах «День злого оружия» (1968), «Небо с пистолетом» (1969) и «Бей в барабан медленно» (1973).
С 1978 по 1982 год Бэбкок играла роль Лиз Крейг в телесериале «Даллас». В 1981 году она была приглашена на роль Грейс Гарднер в телесериал «Блюз Хилл стрит», которая стала её прорывом в карьере и принесла ей премию «Эмми» за лучшую женскую роль в драматическом телесериале. После победы на «Эмми» Бэбкок сыграла главные роли в нескольких недолго просуществовавших сериалах, а также снялась в ряде телефильмов. Она была приглашенной звездой в телесериалах «Отель», «Альфред Хичкок представляет», «Золотые девочки», «Чайна-Бич» и «Она написала убийство».
С 1993 по 1998 год Бэбкок снималась в телесериале «Доктор Куин, женщина-врач», где сыграла Дороти Дженнингс, пионера журналистики. Она вновь была номинирована на «Эмми», на этот раз в категории за лучшую женскую роль второго плана в драматическом телесериале. В 1994 году она была включена в список «50 самых красивых людей мира» по версии журнала People.
На большом экране Барбара Бэбкок в первую очередь известна по роли строгой матери героини Николь Кидман в фильме «Далеко-далеко» (1992) и жены Клинта Иствуда в картине «Космические ковбои» (2000). Также она появилась в фильмах «Салемские вампиры», «Просёлочные дороги», «Счастливы вместе», «Сердце Дикси» и «Один дома 4». В 2001—2002 годах она сыграла роль матери героини Даны Дилейни в сериале «Пасадена» и в последующие годы не была активна на экране.